# 饮马街街道
饮马街街道，是中华人民共和国青海省西宁市城中区下辖的一个乡镇级行政单位。

## 行政区划

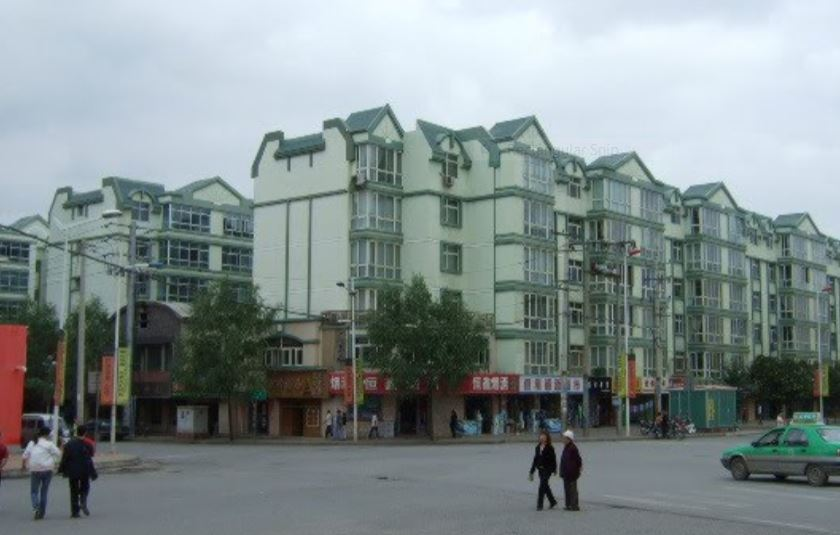
饮马街

饮马街街道下辖以下地区：东大街社区、上滨河路社区和文化街社区。